# Weingraben (Austria)
Weingraben (węg. Borosd, burg.-chorw. Bajngrob) – gmina w Austrii, w kraju związkowym Burgenland, w powiecie Oberpullendorf. 1 stycznia 2014 liczyła 353 mieszkańców.